# Dracula (film, 1994)
Pour les articles homonymes, voir Dracula (homonymie).
Dracula est un film pornographique italien réalisé par Mario Salieri, sorti en 1994.
Il s'agit d'une adaptation très libre de l’œuvre éponyme de Bram Stoker .

## Synopsis
Le pré-générique montre le comte Vlad Dracul défait et mortellement blessé par les Ottomans, puis sa femme (Selen) violée et poussée au suicide. Quatre siècles plus tard, en 1887 à Bedford, un notaire retrouve la trace des héritiers du comte. Commence alors le voyage vers la Roumanie...

## Fiche technique
- Titre : Dracula
- Réalisation et scénario : Mario Salieri
- Photographie : Bruno De Sisti
- Durée : 64 minutes
- Pays :  Italie
- Langue : Italien
- Année de sortie : 1994

## Distribution
- Selen : Sandy / Elizabeth
- Joy Karin : ?
- Simona Valli : ?
- Deborah Wells : ?
- Draghixa : Mary, la sœur cadette
- Maeva : L'autre sœur
- Tania Lariviere : ?
- Dalila : serveuse de l'auberge
- Manuela Simone : ?
- Nicoletta Astori : ?
- Jolth Walton : Dracula
- Joe Calzone : Sam, le cousin
- Ron Jeremy : Le cocher
- David Perry : Vlad - Dracula
- Roberto Malone : Zoltan
- Richard Langin : le patron de l'auberge

## Scènes
- Scène 1. Deborah Wells, Selen, Tania Larivière, Roberto Malone
- Scène 2. Deborah Wells, Tania Larivière, Roberto Malone
- Scène 3. Draghixa, Jean-Yves Le Castel, Ron Jeremy
- Scène 4. Selen, Ron Jeremy
- Scène 5. Dalila, Jean-Yves Le Castel, Richard Langin
- Scène 6. Maeva, Ron Jeremy
- Scène 7. Simona Valli, Jean-Yves Le Castel, Ron Jeremy
- Scène 8. Draghixa, Joy Karin, Don Fernando, Eric Weiss
- Scène 9. Valentina Velasquez, John Walton
- Scène 10. Joy Karin, John Walton

## Récompenses
- Nymphes d'or, Barcelone : meilleur film européen, meilleure actrice dans un second rôle (Maeva)
- Awards européens du X, Bruxelles, Meilleur film italien, meilleur réalisateur italien, meilleure actrice italienne (Selen), meilleure starlette italienne (Dalila)

## Source de la traduction
- (es) Cet article est partiellement ou en totalité issu de l’article de Wikipédia en espagnol intitulé « Drácula (película de 1994) » (voir la liste des auteurs).